# Lucien Favre
Pour les articles homonymes, voir Favre.
Cet article possède un paronyme, voir Lucien Fabre.
Lucien Favre, né le 2 novembre 1957 à Saint-Barthélemy, est un footballeur suisse devenu entraîneur.

## Biographie

### Carrière de joueur

#### En club
En club, il porte les couleurs du Lausanne-Sports, du Neuchâtel Xamax FC, du Toulouse FC et du Servette FC de Genève. Considéré comme meneur de jeu intelligent doté d'une brillante technique, il termine sa carrière en 1991.

#### En équipe nationale
Durant sa carrière de joueur, Lucien Favre dispute 24 matches avec l'équipe nationale suisse, inscrivant un but lors de ses débuts face aux Pays-Bas.
- 24 sélections (1 but / lors de sa toute première sélection contre les Pays-Bas, où débutaient simultanément Ruud Gullit et Frank Rijkaard)
- Première sélection : Suisse-Pays-Bas 2-1, le 1er septembre 1981 à Zurich
- Dernière sélection : Portugal-Suisse 3-1, le 26 avril 1989 à Lisbonne

### Carrière d'entraîneur

#### FC Échallens
La carrière d'entraîneur de Lucien Favre commence en 1991 en tant qu'entraîneur-assistant des Juniors M-14 ans du FC Échallens. La saison suivante, il prend en charge les Juniors M-17 ans avant de se voir confier la responsabilité de l'équipe fanion en Première Ligue (3e plus haute catégorie de jeu en Suisse) en 1993. Sous sa direction, la jeune équipe d'Échallens parvient à la surprise générale à monter en Ligue Nationale B (2e plus haute catégorie de jeu en Suisse, appelée depuis 2003 Challenge League). Cet exploit reste le point culminant de l'histoire du club.

#### Neuchâtel Xamax FC
Après quatre ans au FC Échallens, Lucien Favre est nommé directeur technique de la formation de Neuchâtel Xamax FC. Ce changement d'orientation lui permet de découvrir le fonctionnement global d'un club professionnel.

#### Yverdon-Sport et Servette FC
Dès janvier 1997, Lucien Favre est engagé par Yverdon-Sport FC, alors mal classé en Ligue Nationale B. En 1999, son équipe est promue en Ligue Nationale A (plus haute catégorie de jeu en Suisse, appelée  désormais Super League). La saison suivante elle termine même à une inattendue 5e place, meilleur classement d'Yverdon-Sport dans l'élite suisse à ce jour.
En 2000, Favre décide de rejoindre le Servette FC, club de tradition de Genève avec lequel il avait déjà évolué en tant que joueur. Une victoire en Coupe de Suisse vient s'ajouter à son palmarès, ainsi qu'un magnifique parcours en Coupe UEFA où le Servette FC élimine successivement le Slavia Prague, le Real Saragosse et le Hertha BSC (victoire 3-0 au Stade Olympique de Berlin), avant de buter sur le futur champion d'Espagne 2002 Valence CF (0-3 et 2-2) en huitièmes de finale.

#### FC Zurich
En 2003 Favre répond à l'offre du FC Zurich. Avec le FCZ, il remporte une nouvelle Coupe de Suisse et le championnat de Super League deux fois de suite. Le 29 mai 2007, il est élu meilleur entraîneur de Suisse pour la deuxième année consécutive.

#### Hertha BSC (Berlin)
Le 1er juin 2007, le club allemand de Bundesliga Hertha BSC annonce que Lucien Favre a accepté de signer un contrat de trois ans pour diriger leur équipe professionnelle.
Durant sa deuxième saison (2008/09) il mène Hertha BSC à une surprenante 4e place finale, disposant pourtant du 13e budget de la Bundesliga. En février 2009, l'un des points culminants de son passage en Allemagne est marqué par la démonstration tactique du Hertha BSC face au Bayern Munich dans un Stade Olympique de Berlin archi plein (près de 75 000 spectateurs). Cette performance leur permet de battre le champion en titre 2-1 et prendre la tête du championnat. Favre renouvelle alors son contrat pour une année supplémentaire.
La saison 2009/10 s'annonce moins prometteuse car les difficultés financières grandissantes du Hertha BSC l'empêchent de recruter efficacement. En outre, trois des meilleurs joueurs partent durant l'intersaison : Josip Šimunić, Andreï Voronine et Marko Pantelić. Fin septembre 2009, Hertha BSC traverse une période difficile en championnat et le club décide de se séparer de son entraîneur.

#### Borussia Mönchengladbach
Le 14 février 2011, en remplacement de Michael Frontzeck, Lucien Favre signe au Borussia Mönchengladbach, alors en position extrêmement difficile en Bundesliga, avec pour objectif de sauver la place de ce club dans l'élite du football allemand. Dernier de la phase aller, Gladbach opère une remontée spectaculaire sous l'égide du technicien suisse et en prenant notamment 13 points lors des 6 dernières journées du championnat, il gagne le droit de jouer les barrages contre le VfL Bochum, troisième de 2.Bundesliga. Vainqueur à domicile 1-0 à l'aller, les "Fohlen" obtiennent le match nul au retour et sauvent ainsi leur place parmi les grands d'Allemagne.
La saison 2011/12 se passe extrêmement bien pour Lucien Favre et pour son club. Le Borussia Mönchengladbach est à la lutte toute la saison pour les premières places, en compagnie du Bayern Münich et du Borussia Dortmund notamment, et finit finalement à une excellente 4e place, synonyme de barrage pour la Champions league.
Après un début de saison catastrophique, Favre démissionne de son poste le 20 septembre 2015.

#### OGC Nice
À la suite du départ de Claude Puel, il est désigné entraîneur de l'OGC Nice le 24 mai 2016 pour une durée de 3 ans.
Dans la continuité du travail de Claude Puel, Lucien Favre fait reposer le collectif niçois sur de jeunes joueurs à fort potentiel comme Malang Sarr, Jean-Michaël Seri, ou encore Wylan Cyprien. Pour apporter de l'expérience à l'effectif, il obtient de plus, avec l'aide des investisseurs du club, la signature de Mario Balotelli, le prêt de Younès Belhanda, et la signature du brésilien Dante, qu'il a déjà entrainé à Mönchengladbach lors de la saison 2011-2012.
L'OGC Nice de Lucien Favre crée la surprise en obtenant le titre honorifique de champion d'automne à la moitié de la saison 2016-2017.
Après avoir permis à l'OGC Nice de réaliser sa meilleure saison depuis quarante ans, Lucien Favre fait partie des quatre candidats en lice pour le titre d'entraîneur de Ligue 1 de l'année, titre qui revient finalement à Leonardo Jardim.
Il quitte Nice au terme de la saison 2017-2018.

#### Borussia Dortmund
Lucien Favre est officiellement nommé entraîneur du Borussia Dortmund le 22 mai 2018, signant un contrat de deux ans avec le club allemand : sa nomination est présentée comme "une part importante du renouveau sportif de Dortmund à partir de cet été (2018)",. Après avoir atteint la seconde place de la Bundesliga, il prolonge son contrat jusqu'en 2021.
Il est finalement licencié le 13 décembre 2020 après une large défaite à domicile contre Stuttgart (1-5).

#### Retour à l'OGC Nice
Le 27 juin 2022, il retourne à l'OGC Nice, remplaçant Christophe Galtier. Il est écarté le 9 janvier 2023, après l'élimination de Nice en 32es de finale de la Coupe de France au Puy.

## Style de jeu
Marqué par Jean-Marc Guillou qu'il a côtoyé à Neuchâtel Xamax, les équipes de Lucien Favre pratiquent un football dynamique, rapide et offensif basé sur un fond de jeu où la possession du ballon et les changements de rythme alternent en fonction des situations d'un match. Ce style de jeu spectaculaire a apporté des résultats dans tous les clubs que Favre a entraînés. En outre, il se montre extrêmement habile dans le domaine tactique, laissant les adversaires dans l'impossibilité de perforer les blocs compacts qu'il met en place.
Lucien Favre est également réputé pour sa faculté de former les joueurs prometteurs et de les intégrer rapidement en équipe professionnelle. Sous son aile, les jeunes Blerim Džemaili, Almen Abdi, Steve von Bergen et Gökhan Inler font leurs débuts en équipe nationale suisse avant de partir à l'étranger. En 2007, le FC Zürich devient champion avec une moyenne d'âge de 21 ans et demi.

## L'affaire Chapuisat
Alors joueur au Servette FC, Lucien Favre a été victime sans doute de l'attaque la plus célèbre du football suisse. Lors d'un match contre Vevey en 1985, Lucien Favre a pris un vilain tacle de Gabet Chapuisat sur le genou. L'acte marque le début de la fin de la carrière de Lucien Favre, qui n’a jamais retrouvé son niveau à la suite des lésions subies par son genou (rotule endommagée et ligaments croisés déchirés). Lucien Favre a porté plainte contre Gabet Chapuisat, qui a été condamné à lui verser 5000 francs suisses en compensation.

## Statistiques d'entraîneur
| Saison    | Équipe                   | Ligue(s)         | Résultats | Résultats | Résultats | Résultats | Résultats   |
| Saison    | Équipe                   | Ligue(s)         | M         | V         | N         | D         | % Victoires |
| --------- | ------------------------ | ---------------- | --------- | --------- | --------- | --------- | ----------- |
| 1993-1995 | FC Échallens             | Première ligue   | 66        | 25        | 17        | 24        | 37,88       |
| 1993-1995 | FC Échallens             | Challenge League | 66        | 25        | 17        | 24        | 37,88       |
| 1996-2000 | Yverdon-Sport FC         | Challenge League | 126       | 49        | 30        | 47        | 38,89       |
| 1996-2000 | Yverdon-Sport FC         | Super League     | 126       | 49        | 30        | 47        | 38,89       |
| 2000-2002 | Servette FC              | Super League     | 81        | 33        | 25        | 23        | 40,74       |
| 2002-2007 | FC Zürich                | Super League     | 163       | 90        | 32        | 41        | 55,21       |
| 2007-2009 | Hertha Berlin            | Bundesliga       | 94        | 40        | 19        | 35        | 42,55       |
| 2011-2015 | Borussia Mönchengladbach | Bundesliga       | 189       | 89        | 45        | 55        | 47,09       |
| 2016-2018 | OGC Nice                 | Ligue 1          | 99        | 43        | 23        | 33        | 43,43       |
| 2018-2020 | Borussia Dortmund        | Bundesliga       | 106       | 67        | 17        | 22        | 63,21       |
| 2022-     | OGC Nice                 | Ligue 1          | 12        | 3         | 4         | 5         | 25          |
| Total     | Total                    | Total            | 936       | 439       | 212       | 285       | 46,90       |

## Palmarès

### Joueur
- 1985 : Champion de Suisse (Servette FC)

### Entraîneur
- 1994 : Promotion en LNB (Échallens)
- 1999 : Promotion en LNA (Yverdon-Sport FC)
- 2001 : Vainqueur de la Coupe de Suisse (Servette FC)
- 2005 : Vainqueur de la Coupe de Suisse (FC Zürich)
- 2006 et 2007 : Champion de Suisse (FC Zürich)
- 2006 et 2007 : Entraîneur de l'année (Suisse)[3],[12]
- 2012 : Entraîneur de l'année (Allemagne) selon la Vereinigung der Vertragsfußballspieler (Union des joueurs de football professionnels)[13]
- 2015 : Entraîneur de l'année (Allemagne) selon le magazine 11 Freunde[14] et selon la Vereinigung der Vertragsfußballspieler[15]
- 2017 : Nommé pour le Trophée UNFP du meilleur entraîneur de Ligue 1 (OGC Nice)
- 2019 : Vainqueur de la Supercoupe d'Allemagne (Borussia Dortmund)